# ژاکوس دیستلر
 ژاکوس دیستلر (انگلیسی: Jacques Distler؛ زاده ۱۹۶۱) یک فیزیک‌دان است.